# ウィンザー・マッケイ賞
ウィンザー・マッケイ賞（ウィンザーマッケイしょう、Winsor McCay Award）は、生涯とキャリアにおいて、アニメーションに対し顕著な貢献を行ったことが認められた個人に授与される賞。この賞は、国際アニメーションフィルム協会ハリウッド支部が毎年開催しているアニー賞の中で授与される。この賞は1972年に創設され、アニメーターの先駆者であったウィンザー・マッケイに因んで命名された。

## 過去の受賞者
| 年               | 受賞者 |
| ---------------- | --- |
| 1972 (第1回)     | マックス・フライシャー†、デイブ・フライシャー |
| 1973 (第2回)     | ウォルター・ランツ |
| 1974 (第3回)     | テックス・アヴェリー、フリッツ・フレレング、チャック・ジョーンズ、アート・バビット、ウィンザー・マッケイ†                                                      |
| 1975 (第4回)     | ウォルト・ディズニー†、ジョン・ハブリー、フェイス・ハブリー、ノーマン・マクラレン                                                                              |
| 1976 (第5回)     | ロバート・キャノン、ヒュー・ハーマン、ルドルフ・アイジング、マイケル・マルチーズ、ジョージ・パル、ウォード・キンボール                                         |
| 1977 (第6回)     | ウィリアム・ハンナ、ジョセフ・バーベラ、メル・ブランク、オスカー・フィッシンガー†、ビル・スコット、ミルト・カール                                              |
| 1978 (第7回)     | ジェイ・ワード、アブ・アイワークス†、ディック・ヒューマー、カール・スターリング†、ハンス・コンリード                                                           |
| 1979 (第8回)     | クライド・ジェロニミ、ビル・メレンデス、メイ・ケステル、オット・メスマー                                                                                       |
| 1980 (第9回)     | オリー・ジョンストン、フランク・トーマス、カル・ハワード、ポール・ジュリアン、ラバーン・ハーディング                                                           |
| 1981 (第10回)    | T・ヒー、ビル・ピート、ビル・ティトラ、ジョン・ホイットニー、ケン・ハリス                                                                                      |
| 1982 (第11回)    | ケン・アンダーソン、ブルーノ・ボゼット、ジューン・フォーレイ、ドナルド・グラハム、マーク・デイヴィス                                                           |
| 1983 (第12回)    | エリック・ラーソン、フレッド・ムーア†、クラレンス・ナッシュ、ウォルフガング・ライザーマン、レオ・サルキン、ステファン・ボサストウ†、ウィルフレッド・ジャクソン |
| 1984 (第13回)    | ドーズ・バトラー、デイヴィッド・ハンド、ジャック・キニー、マイケル・ラー、ロバート・マッキンソン、リチャード・ウィリアムズ、ハミルトン・ラスク†                |
| 1985 (第14回)    | ロバート・エイブル、プレストン・ブレア、ジョー・グラント、ジョン・ハラス、スターリング・ホロウェイ、ジム・マクドナルド、フィル・モンロー、ベン・ウォシャム     |
| 1986 (第15回)    | フレデリック・バック、シェイマス・カルヘイン、ウィリアム・T・ハーツ、アーヴィン・スペンス、エメリー・ホーキンズ、ジョン・ラウンズベリー†                       |
| 1987 (第16回)    | ポール・ドリエセン、ジャック・ハンナ、ビル・リトルジョン、モーリス・ノーブル、ケン・オコナー                                                                   |
| 1988 (第17回)    | ラルフ・バクシ、ボブ・クランペット†、ティッサ・デイビット、川本喜八郎、ヴァージル・ロス                                                                        |
| 1989-90 (第18回) | アート・クローキー、ヒックス・ローキー、ドン・メシック、手塚治虫、レスター・ノブロス                                                                           |
| 1991 (第19回)    | レイ・ハリーハウゼン、ハーバート・クリン、ボブ・カーツ、ユーリ・ノルシュテイン、ジョー・シラキューザ、ルース・キッサン                                         |
| 1992 (第20回)    | レス・クラーク†、スタン・フレバーグ、デヴィッド・ヒルバーマン                                                                                                  |
| 1993 (第21回)    | ジョージ・ダニング†、ロイ・E・ディズニー、ジャック・ザンダー                                                                                                   |
| 1994 (第22回)    | エド・ベネディクト、アーサー・デイビス、ジャン・ヴァンデ・ピル                                                                                                 |
| 1995 (第23回)    | ジュールス・エンゲル、ヴァンス・ジェリー、ダン・マクラフリン                                                                                                   |
| 1996 (第24回)    | メアリー・ブレア、バーニー・マッティンソン、イワオ・タカモト                                                                                                   |
| 1997 (第25回)    | ウィリス・オブライエン†、ミーロン・ウォルドマン、ポール・ウィンチェル                                                                                          |
| 1998 (第26回)    | アイヴァンド・アール、宮崎駿、アーネスト・ピントフ |
| 1999 (第27回)    | レイ・パターソン、マーセル・ジャンコヴィクス、コン・ピーダーソン                                                                                               |
| 2000 (第28回)    | ノーマン・マッケイブ、ホイト・カーティン、ルシール・ブリス |
| 2001 (第29回)    | ビル・ジャスティス、ピート・アルバラード、ボブ・ギブンス |
| 2002 (第30回)    | ジーン・ヘイゼルトン、フロイド・ノーマン、シャーマン兄弟 |
| 2003 (第31回)    | ジーン・ダイッチ、ジョン・ヘンチ、サール・レイブンズクロフト                                                                                                   |
| 2004 (第32回)    | ドン・ブルース、ヴァージニア・デイヴィス、アーノルド・スタング                                                                                                 |
| 2005 (第33回)    | コニー・コール、フレッド・クリッペン、タイラス・ウォン |
| 2006 (第34回)    | アンドレアス・デジャ、ゲンディ・タルタコフスキー、ビル・プリンプトン                                                                                           |
| 2007 (第35回)    | ジョン・ケインメーカー、グレン・キーン、ジョン・クリクファルセー                                                                                               |
| 2008 (第36回)    | マイク・ジャッジ、ジョン・ラセター、ニック・パーク |
| 2009 (第37回)    | ティム・バートン、ジェフリー・カッツェンバーグ、ブルース・ティム                                                                                               |
| 2010 (第38回)    | ブラッド・バード、エリック・ゴールドバーグ、マット・グレイニング                                                                                               |
| 2011 (第39回)    | ウォルター・ペレゴイ、ボルゲ・リング、ロナルド・サール |
| 2012 (第40回)    | テリー・ギリアム、オスカー・グリロ、マーク・ヘン |
| 2013 (第41回)    | 大友克洋、スティーヴン・スピルバーグ、フィル・ティペット |
| 2014 (第42回)    | ディディエ・ブリュネール、ドン・ラスク、リー・メンデルスゾーン                                                                                                 |
| 2015 (第43回)    | ジョー・ランフト†、フィル・ローマン、高畑勲 |
| 2016 (第44回)    | デール・ベアー、キャロライン・リーフ、押井守 |
| 2017 (第45回)    | ジェームズ・バクスター、ステファン・ヒレンバーグ、ウェンディ・ティルビー&アマンダ・フォービス                                                                  |
| 2018 (第46回)    | ラルフ・エグルストン、アンドレア・ロマーノ、フランク・ブラクストン†                                                                                            |
| 2019 (第47回)    | 今敏†、ヘンリー・セリック、ジョン・マスカー、ロン・クレメンツ                                                                                                  |
| 2020 (第48回)    | ウィリー・イトウ、スー・C・ニコルズ†、ブルース・W・スミス |
| 2021 (第49回)    | ルーベン・A・アキノ、リリアン・シュワルツ、鈴木敏夫 |
| 2022 (第50回)    | ピート・ドクター、エヴリン・ランバート†、クレイグ・マクラッケン                                                                                                |
| 2023 (第51回)    | ロッテ・ライニガー†、久石譲、マーシー・ペイジ |